# Genuissa Julia
Genuissa Julia (overleden in 50 n.chr) was volgens Geoffrey van Monmouths Historia regum Britanniae een dochter van Tiberius Claudius Drusus (Claudius I), keizer van het Romeinse Rijk 41-54 n.Chr. en Valeria Messalina, koningin van Silurië. Het is zeer onwaarschijnlijk dat zij werkelijk geleefd heeft.
Nadat koning Argivarus van de Britten oorlog had gevoerd met keizer Claudius, beloofde deze hem zijn dochter te schenken als hij het gezag van Rome zou erkennen. Argivarus onderwierp zich en Claudius liet zijn dochter uit Rome komen.

## Bron
"In het voorjaar keerden de gezanten met Claudius' dochter terug en brachten haar bij haar vader. Het meisje heette Genuissa en ze was zo mooi dat ze iedereen die haar zag in vervoering bracht. Eenmaal getrouwd werd de koning zo vurig verliefd op haar dat hij alleen nog maar aan haar dacht. Daarom wilde hij dat de plaats waar hij met haar was getrouwd blijvend bekend zou zijn, en hij stelde Claudius voor daar een stad te stichten die naar zijn naam Kaerglou, dat wil zeggen Gloucester, werd genoemd. [...] Nadat de stad was gebouwd en er weer vrede heerste op het eiland droeg Claudius het bestuur van de provincies de eilanden over aan Argivarus en keerde terug naar Rome." (Geoffrey van Monmouth, Geschiedenis van de Britse koningen).